# Bobbi Johnson
Barbara Joan "Bobbi" Johnson (Alexandria, 24 marzo 1945) è una modella statunitense vincitrice del concorso Miss USA nel 1964.

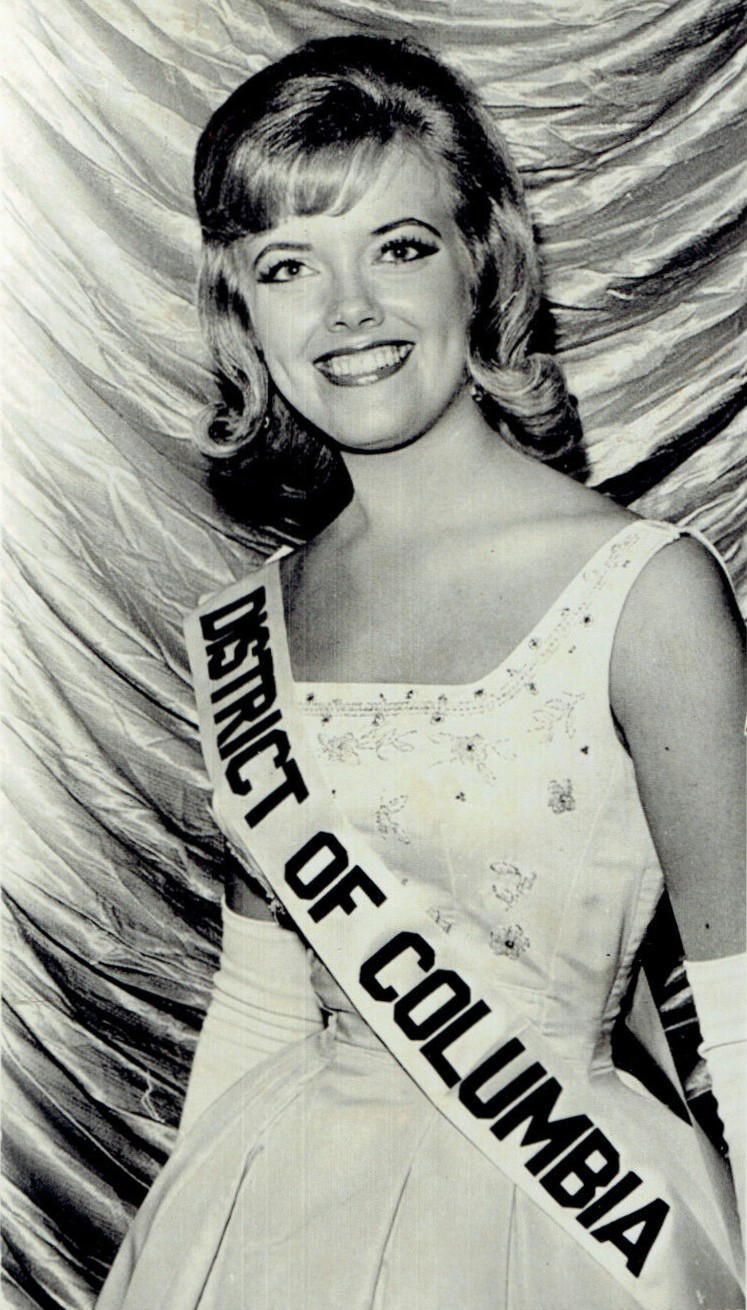
Bobbi Johnson

Dopo aver vinto la corona di Miss District of Columbia, Bobbi Johnson diventò la prima rappresentante del Distretto di Columbia a vincere il titolo di Miss USA all'età di diciannove anni. Rimase a lungo anche l'unica rappresentante dello stato ad aver ottenuto tale titolo, almeno sino al 2002, anno in cui Shauntay Hinton fu incoronata.
Bobbie Johnson nello stesso anno partecipò a Miss Universo 1964, arrivando sino alle semifinali.
La Johnson in seguito lavorò nel dipartimento informatico della General Electric.